# Georges Sadoul
Pour les articles homonymes, voir Sadoul.
Georges Sadoul, né le 4 février 1904 à Nancy (Meurthe-et-Moselle) et mort le 13 octobre 1967 à Paris, est un critique et historien français du cinéma. Il est notamment l'auteur d'une importante Histoire générale du cinéma (6 volumes).

## Biographie
Georges Sadoul est le fils de Charles Sadoul, écrivain et collectionneur, qui devient conservateur du Musée lorrain en 1910.
À 19 ans, étudiant à Nancy, il collabore à L'Est républicain et fonde le Comité Nancy-Paris. L'objectif de ce comité est de permettre à la population nancéienne de rencontrer les productions et les artistes parisiens. Il y fait venir notamment Jean Epstein, Henry Prunières, André Lurçat, Jacques Rivière, Jacques Copeau ou André Lhote.
Membre du groupe surréalistes, il adhère au Parti communiste en 1927, suivant en cela Louis Aragon mais aussi Pierre Unik. En 1930, six mois après le suicide de Maïakovski, Georges Sadoul est envoyé avec Aragon au Congrès des écrivains révolutionnaires de Kharkov représenter un mouvement surréaliste accusé d'anarchisme par la ligne dure du PCF.
Il est rédacteur en chef du magazine pour les jeunes, édité par le Parti communiste, Mon Camarade, créé en 1933, lorsque Léon Moussinac est chargé de la direction des Éditions sociales internationales. En 1938, il rédige une brochure intitulée Ce que lisent vos enfants, publiée par le Bureau d'éditions, où il rend compte à la fois de l'histoire de la presse illustrée pour la jeunesse mais aussi des intérêts économiques qui la régissent. Ainsi, il prend à partie la presse destinée à la jeunesse, de Cino Del Duca notamment (Hurrah !, L'Aventureux), en raison de l'idéologie coloniale ou sexiste, qu'elle véhicule. Propos qu'il considère comme fasciste en raison du climat politique qui règne en 1938, ignorant sans doute que Cino Del Duca avait précisément été tracassé par le régime de Mussolini. Ce texte est un des premiers à aborder la question du contenu politique des bandes dessinées. En prenant exemple sur d'autres titres, dont la Gerbe de Célestin Freinet ou Mon Camarade, qu'il dirige, il entreprend également la description de que doit être à son avis un  journal pour la jeunesse : véhiculant un contenu « noble et généreux », et adaptant de grandes œuvres de la littérature.
Il est responsable de la rubrique cinématographique de la revue Regards, à partir de 1936. Il publie régulièrement jusqu'à la guerre des articles dans L'Humanité et les Cahiers du bolchévisme.
Dans son journal de guerre, il raconte longuement sa drôle de guerre et la débâcle de 1940.
Sadoul est également résistant, aux côtés de Louis Aragon, et responsable du Front national des intellectuels pour la zone sud de 1941 à 1944. Il collabore aux Lettres françaises clandestines et aux Étoiles. 

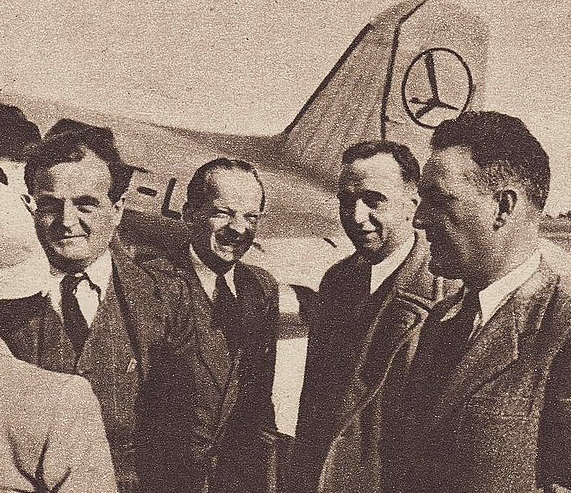
Sadoul, Dieterle, Fourré-Cormeray, Grémillon en 1947.

Son Histoire générale du cinéma, publiée à partir de 1946 (elle comptera six volumes) et écrite en réaction à l'Histoire du cinéma, jugée partisane, de Maurice Bardèche et Robert Brasillach, constitue un document essentiel sur l'histoire du cinéma mondial,. Le cinéma mondial y est considéré à la fois comme un art et comme une industrie. Pour réaliser avec méthode cette histoire générale, il conceptualise les œuvres, travaille sur les archives et l'écriture. Il recoupe les sources : documents et témoignages, ce qui nuance l'appréciation de l'œuvre. Travail historiographique pionnier, effectué alors que les films ne sont visibles qu'à leur sortie en salle, qui comporte nécessairement des erreurs factuelles, comme le remarqueront certains. Toutefois l'appréciation sur cette œuvre en raison des opinions politiques de Sadoul est également idéologique, ce dont témoigne Claude Chabrol : « son Histoire mondiale du cinéma, des origines à nos jours est entachée d'erreurs à chaque page. »
Cet avis tranché de l'un des "Jeunes Turcs" du cinéma fait partie de la lutte des rédacteurs des Cahiers du cinéma contre la génération précédente des réalisateurs « de papa » et des critiques liés à cette génération d'auteurs. 719 pages, telle est l'ampleur du travail de Sadoul, au moins 719 erreurs au total, voilà bien une exagération de cette Nouvelle Vague qui, en dix ans, a tout simplement pris la place des anciens cinéastes et critiques. En revanche, Sadoul avait été le seul à reconnaître que « les bandes tournées par Dickson sont à proprement parler les premiers films », ce qu'admettront les Cahiers du cinéma en 2015. Il fut aussi celui qui, avant même leur reconnaissance par la critique britannique, déclara à propos des réalisateurs anglais de ce qu'il a baptisé l'École de Brighton : « en 1900, George Albert Smith était encore avec James Williamson à l'avant-garde de l'art cinématographique. » Cette clairvoyance lui avait fait analyser à juste titre l'importance de ces cinéastes qui ne se rattachaient aucunement aux cultures graphiques du passé et qui ont inventé le langage cinématographique proprement dit, une analyse qui convaincra plus tard d'autres historiens du cinéma. « Alors que William Kennedy Laurie Dickson, William Heise, Louis Lumière, Alexandre Promio, Alice Guy, Georges Méliès, bref, les inventeurs du cinéma primitif, ne dérogent pas à l’habitude, tout à la fois photographique et scénique, de tourner une seule prise de vue pour filmer une action unique dans un même lieu, George Albert Smith, lui, va décrire une action unique se déroulant en un même lieu, à l’aide de plusieurs prises de vue qui sont reliées entre elles par la seule logique visuelle. Ce qu’on appellera plus tard le découpage, le découpage en plans de l’espace à filmer. George Albert Smith a compris que le plan est l’unité créatrice du film. Il n’est pas seulement "une image", il est l’outil qui permet de créer le temps et l’espace imaginaires du récit filmique, au moyen de coupures dans l’espace et dans le temps chaque fois que l’on crée un nouveau plan que l’on ajoute au précédent. Filmer, ce n’est pas seulement enregistrer une action, c’est d’abord choisir la manière de montrer cette action, par des cadrages variés avec des axes de prise de vue différents. » Claude Chabrol, François Truffaut sont à leur époque passés à côté de ces vérités. De son côté, lorsqu'il analyse le film de George Albert Smith, La Loupe de grand-maman, Sadoul est conscient du miracle qui apparaît ici : « Cette alternance du gros plan et des plans généraux dans une même scène est le principe du découpage. Par là, Smith crée le premier véritable montage. »
Georges Sadoul a porté une attention particulière au cinéma des pays en voie de développement. Dans une publication de la Cinémathèque de Lausanne, Du cinématographe au septième Art (1959), il remarque sur les cartes de l'UNESCO la corrélation entre les zones d’illettrisme fort, et celles où le cinéma reste méconnu. En outre, il travaille avec les cinémathèques et les écoles de cinéma du monde entier ; il aide à la création de plusieurs cinémathèques africaines. Il estime que le cinéma est un moyen exceptionnel de communication entre les hommes et entre les peuples.
Responsable de la rubrique cinématographique des Lettres françaises, la revue littéraire dirigée par Claude Morgan et Louis Aragon, il  publie des études dans la plupart des revues importantes cinématographiques de son temps : L'Écran français, Les Cahiers du cinéma, Positif, Cinéma, Ciné-Club, etc.
Il fut le premier secrétaire général de la Fédération française des ciné-clubs et de la Fédération internationale des ciné-clubs.
Responsable de l'enseignement de l'histoire du cinéma à l'IDHEC, il a aussi enseigné à l'Institut de filmologie de la Sorbonne.
Le prix Georges Sadoul (devenu en 1993 le prix Georges et Ruta Sadoul) a été créé en janvier 1968 afin de distinguer deux premiers ou seconds longs-métrages, français et étranger. D'origine polonaise, Ruta Assia (1904-1993), épouse et collaboratrice de Georges Sadoul, avait continué son action, notamment au sein de la Cinémathèque française. De son premier mari, Jean Baby, elle avait eu une fille, Yvonne Baby, journaliste et critique.
"La Boussole" , médiathèque de Saint-Dié-des-Vosges conserve l'ensemble des bibliothèques personnelles de Charles et Georges Sadoul.

## Ouvrages
- Les Religions et le chômage : la Croisade de la charité, Bureau d'éditions, 1932
- Ce que lisent vos enfants : la Presse enfantine en France, son histoire, son évolution, son influence, Bureau d'éditions, 1938
- Les Aventures de Pierrot Lancry, Paris, Éditions sociales internationales, 1938
- Mystère et Puissance de l'atome, Hier et Aujourd'hui, 1947
- Le Cinéma, son art, sa technique, son économie, La Bibliothèque Française, 1948
- Histoire d'un art : le cinéma, Paris, Flammarion, 1949
- Histoire du cinéma mondial, des origines à nos jours, Flammarion, 1949 ; 9e édition revue et augmentée 1990
- Vie de Charlot, Les Éditeurs français réunis, 1952
- Panorama du cinéma hongrois, Paris, Les Éditeurs français réunis, 1952
- Histoire générale du cinéma. Tome 1. L'invention du cinéma, Denoël, 1946-1975
- Histoire générale du cinéma. Tome 2. Les pionniers du cinéma, Denoël, 1947-1975
- Histoire générale du cinéma. Tome 3. Le cinéma devient un art - L'avant-guerre, Denoël, 1950-1975
- Histoire générale du cinéma. Tome 4. Le cinéma devient un art - La première guerre mondiale, Denoël, 1950-1975
- Histoire générale du cinéma. Tome 5. L'Art muet - L'après-guerre en Europe, Denoël, 1950-1975
- Histoire générale du cinéma. Tome 6. L'Art muet - Hollywood - La fin du muet, Denoël, 1950-1975
- Histoire générale du cinéma. Tome 6 (selon le plan initial). L'époque contemporaine (1939-1954) - 1/ Le cinéma pendant la guerre (1939-1945), Denoël, 1946, rééd. 1954
- Les Merveilles du cinéma, Les Éditeurs français réunis, 1957
- Voici Moscou, photos de Hans Sibbelec, Flammarion, 1959
- Conquête du cinéma, Paris, Geldage, 1960
- Histoire du cinéma, Paris, Ditis, 1961
- Georges Méliès, Seghers, 1961
- Le Cinéma français 1890-1962, Paris, Flammarion, 1962
- De l'autre côté des caméras, Paris, Éditions La Farandole, 1962
- Louis Lumière, Paris, Seghers, coll. « Cinéma d'aujourd'hui », 1964
- Dictionnaire des films, Seuil, 1965 ; réédition 1990
- Dictionnaire des cinéastes, Seuil, 1965 ; réédition 1990
- Les Cinémas des pays arabes, recueil préparé pour l'UNESCO, Centre interarabe du cinéma et de la télévision, Beyrouth, 1966
- Aragon, Paris, Seghers, coll. « Poètes d'aujourd'hui », 1967
- Gérard Philipe, Seghers, 1968
- Jacques Callot, miroir de son temps, Paris, Gallimard, 1969
- Dziga Vertov, préface de Jean Rouch, Champ libre, 1971
- Journal de guerre, EFR, 1977
- Chroniques du cinéma français (1939-1967), UGE, coll. 10/18, 1979
- Rencontres I. Chroniques et Entretiens de G. Sadoul, Denoël, 1984
- Lumière et Méliès, Paris, Lherminier, 1985
- Jacques Callot (scénario, œuvre posthume réalisée par Roger Viry-Babel, France 3, 1992
- Journal de guerre, 2 septembre 1939-20 juillet 1940, Paris, L'Harmattan, 1994
- Portes : un cahier de collage surréaliste de Georges Sadoul, sous la direction de Clément Chéroux et Valérie Vignaux, Paris, Textuel, 2009, 95 p.

## Film
- L'Espagne vivra, réalisé par Henri Cartier-Bresson, commentaire de Georges Sadoul, produit par le Secours populaire français, 1938 ; [voir en ligne]